# Bataille de Qianshuiyuan
Transition des Sui aux Tang
Batailles
Bataille de Huoyi - Bataille de Yanshi - Bataille de Qianshuiyuan - Bataille de Hulao
La bataille de Qianshuiyuan (浅水原之战), a lieu en 618, au nord-ouest de l'actuelle ville de Changwu, au Shaanxi. Elle oppose les troupes de la dynastie Tang, qui vient juste d'être fondée par Li Yuan, à celles de Qin et s’achève par la victoire des Tang, dont les troupes sont commandées par Li Shimin, le fils de Li Yuan et futur empereur Tang Taizong.

## Situation avant la bataille
En l'an 617, le Duc de Tang, Li Yuan, se rebelle contre la dynastie Sui et marche sur Chang'an, la capitale de l'empire. Après une campagne éclair, marquée par sa victoire lors de la bataille de Huoyi, il s'empare de la capitale le 9 novembre 617. Dans un premier temps il joue le rôle du seigneur fidèle aux Sui, en mettant sur le trône Yang You, le petit-fils de l'empereur régnant. You n'a aucun véritable pouvoir et n'est qu'un homme de paille manipulé par Yuan. Le 16 juin 618, ce dernier dépose l'empereur fantoche qu'il a lui-même installé et fonde la dynastie Tang en se proclamant empereur Tang Gaozu.
Cette proclamation fait réagir les autres seigneurs de guerre du pays et en particulier, Xue Ju qui est le maître de Longxi et Tianshui. En 618, il fonde sa propre dynastie en se proclamant Empereur Qin (秦帝), lève une armée et marche sur Chang'an pour s'emparer de la ville et en chasser les Tang.

## La bataille
Ju s'est donné les moyens de ses ambitions, car c'est à la tête d'une armée de 300 000 hommes qu'il marche vers le sud. Lorsqu'il est mis au courant de la situation, Tang Gaozu réagit en confiant le commandement d'une armée à son fils Li Shimin et en lui donnant l'ordre de stopper l'avancée des troupes Qin.
Les deux armées se rencontrent une première fois à Qianshuiyuan et la bataille se conclut par une défaite des Tang et le repli de Li Shimin sur Chang'an. Xue Ju en profite pour annexer Gaozhi (高墌), mais meurt peu de temps après. Son fils Xue Rengao (en) lui succède et recommence à attaquer les troupes des Tang. Mais pendant ce temps, Gaozu n'est pas resté inactif et a profité du répit apporté par la mort de Xue Ju pour essayer de réorganiser ses troupes. Il demande des renforts à Li Gui (en), qui se trouve alors à Liangzhou, tout en demandant à Li Shimin de reprendre Gaozhi. Xue Rengao réagit en envoyant une armée de 100 000 hommes, commandée par le général Zong Luo (宗罗), défendre la ville.
Li Shimin se retrouve donc à nouveau à Qianshuiyuan, face à une nouvelle armée Qin. Au lieu de lancer immédiatement une attaque, il réfléchit : ses troupes sont frustrées et leur moral est bas à la suite de sa précédente défaite, alors que ses ennemis sont confiants et sûr d'eux. Il décide donc de renoncer à toute forme d'attaque et adopte une posture purement défensive. Les deux armées restent dans une situation de face-à-face pendant 60 jours, jusqu'à ce que les troupes Qin soient obligées de se replier, faute de provisions. C'est à ce moment-là que Li Shimin décide de passer à l'attaque en utilisant à son avantage la topographie de Qianshuiyuan. Démoralisées par l'attente et la faim, attaquées alors qu'elles sont en train de se replier, les troupes de Xue Rengao subissent une cuisante défaite et doivent se rendre. Les Tang exploitent leur victoire en s'emparant des territoires des Xue, ce qui leur permet d'achever de prendre le contrôle de la région du Guanzhong.